# Chiojdu (gmina)
Chiojdu – gmina w Rumunii, w okręgu Buzău. Obejmuje miejscowości Chiojdu, Bâsca Chiojdului, Cătiașu, Lera, Plescioara, Poenițele. W 2011 roku liczyła 3509 mieszkańców.  

## Związani z gminą
- Constantin Giurescu